# Coelioxys foxii
Coelioxys foxii är en biart som beskrevs av Henry Lorenz Viereck 1902. Coelioxys foxii ingår i släktet kägelbin, och familjen buksamlarbin. Inga underarter finns listade i Catalogue of Life.